# Lydella cessatrix
Lydella cessatrix är en tvåvingeart som först beskrevs av Walker 1861.  Lydella cessatrix ingår i släktet Lydella och familjen parasitflugor. Inga underarter finns listade i Catalogue of Life.